# Tetis (satélite)
Tetis es el quinto satélite más grande de Saturno con un diámetro de 1062 km. Está situado a una distancia de 294 619 km del centro del planeta y su periodo orbital es de 1,888 días, el mismo que su rotación. Fue descubierto en 1684 por el astrónomo francés de origen italiano Giovanni Domenico Cassini (1625-1712), lleva el nombre de Tetis la Titánide de la mitología griega.
Tiene la densidad más baja entre los mayores satélites del sistema solar, lo que indica que está compuesto por hielo de agua con una muy pequeña fracción de roca. La confirmación vino de los resultados espectroscópicos que identificaron al hielo de agua como la sustancia dominante de la superficie. También apareció una cantidad pequeña de un material oscuro sin identificar. La superficie de Tetis es muy brillante, ocupando la segunda posición en brillo de los satélites saturnianos tras Encélado.
Está intensamente craterizado y cortado por varias largas fallas. El mayor cráter de impacto, Odysseus, tiene unos 400 km de diámetro, mientras que la falla más larga, Ithaca Chasma, tiene unos 100 km de ancho y más de 2000 km de longitud. Estas dos enormes estructuras pueden estar relacionadas. Una pequeña parte de la superficie está cubierta por llanuras lisas que pueden tener origen criovolcánico. Como el resto de satélites regulares de Saturno, Tetis se formó a partir de la subnebulosa saturniana: un disco de gas y polvo que rodeó al gigante anillado poco después de su formación.
Tetis ha sido visitado por varias sondas espaciales incluyendo a la Pioneer 11 en 1979, las Voyager en 1980 y 1981 y la Cassini, que lo ha sobrevolado varias veces desde 2004.

## Características físicas

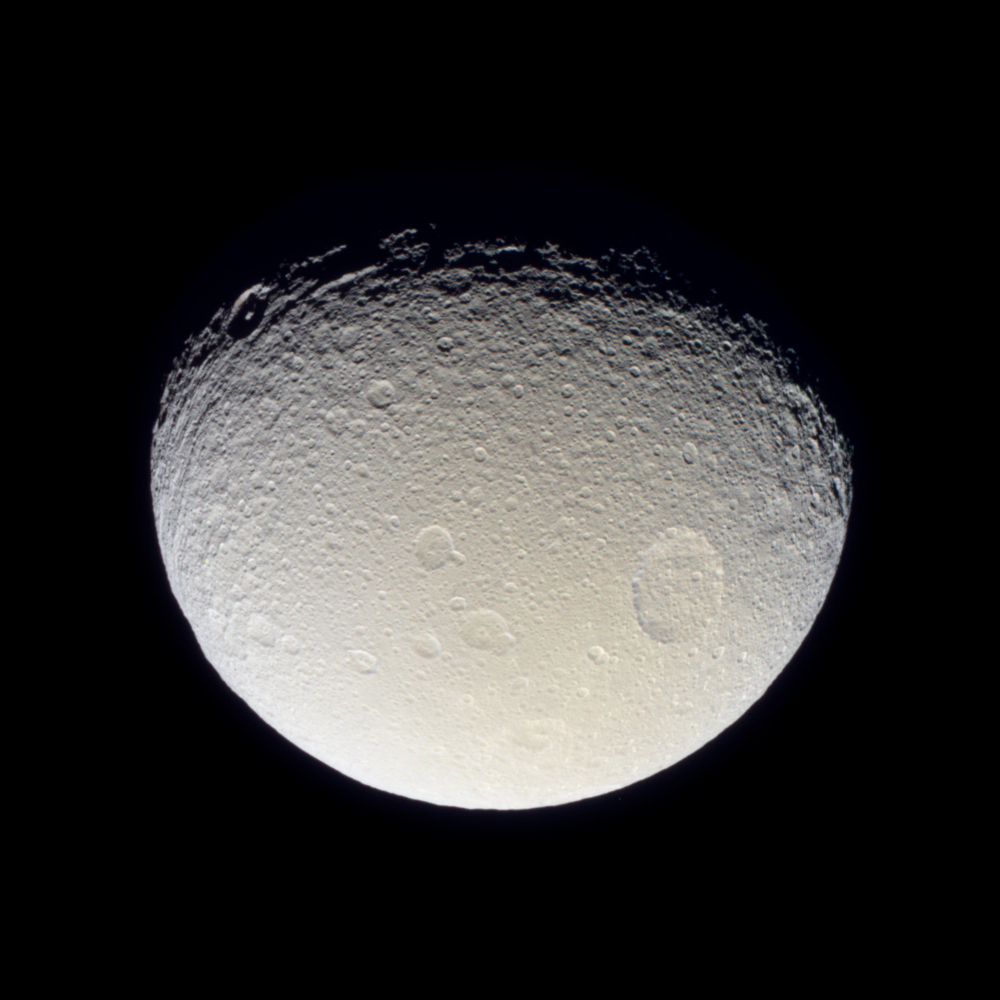
Imagen de Tetis y sus cráteres obtenida por la sonda Cassini.

Tetis es un satélite helado de tamaño mediano similar a Dione y Rea. Está densamente cubierto de cráteres y tiene una densidad de 1,21 g/cm³, próxima a la del agua, por lo que se piensa que está compuesto principalmente de ella. Su superficie contiene numerosas hendiduras causadas por fallas en la superficie congelada. La temperatura de su superficie es de -187 °C.
Existen dos tipos diferentes de superficies en Tetis: la primera se compone de regiones de alta densidad de craterización y la segunda consiste de un anillo difuso con pocos cráteres y de un color ligeramente oscuro. El bajo nivel de craterización de esta segunda región indica que Tetis estuvo geológicamente activo alguna vez: El material interno cubrió las regiones más viejas que tendrían muchos más cráteres.

### Ithaca Chasma

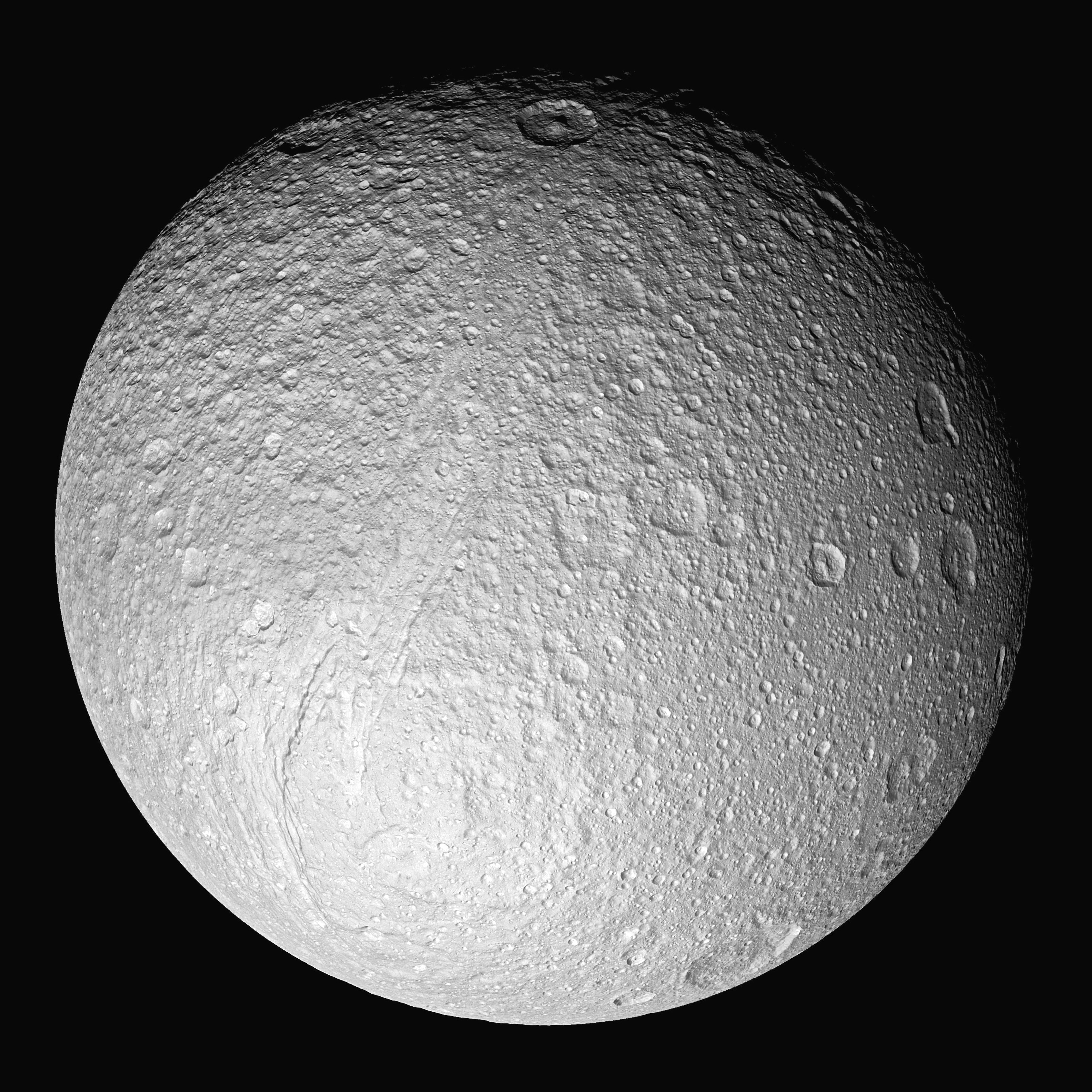
Imagen de Ithaca Chasma obtenida por la sonda Cassini.

La segunda característica física prominente de Tetis es un enorme cañón glacial llamado Ithaca Chasma, de 100 km de ancho y de 3 a 5 km de profundidad. Tiene una longitud de 2000 km, lo cual es aproximadamente tres cuartos de la circunferencia de este satélite natural. Se piensa que Ithaca Chasma se formó cuando el agua líquida dentro de Tetis se solidificó, provocando la expansión de esta luna y la consiguiente fractura de la superficie congelada —algo apoyado por una teoría reciente que sugiere que la órbita de Tetis aumentó su excentricidad debido a la atracción gravitatoria de la vecina Dione, provocando que su interior se derritiera y con ello se formase un océano líquido subterráneo que persistió hasta que la propia Tetis volvió a una órbita de menor excentricidad para congelarse a continuación. Otra posible explicación es que Ithaca Chasma se formó debido a la energía del impacto que provocó el cráter Odiseo, el cual está en el lado opuesto de este satélite.
La sonda automática Cassini pasó muy cerca (a 1500 km de la superficie) de Tetis el 24 de septiembre de 2005.
Las cámaras de Cassini confirmaron que Ithaca Chasma es muy viejo, ya que se encuentran muchos cráteres en su interior.
Recientemente se ha descubierto gracias a la misión Cassini-Huygens que tanto Tetis como Dione están expulsando chorros de partículas al espacio, lo cual indica cierta actividad geológica presente.

### Cráter Odiseo

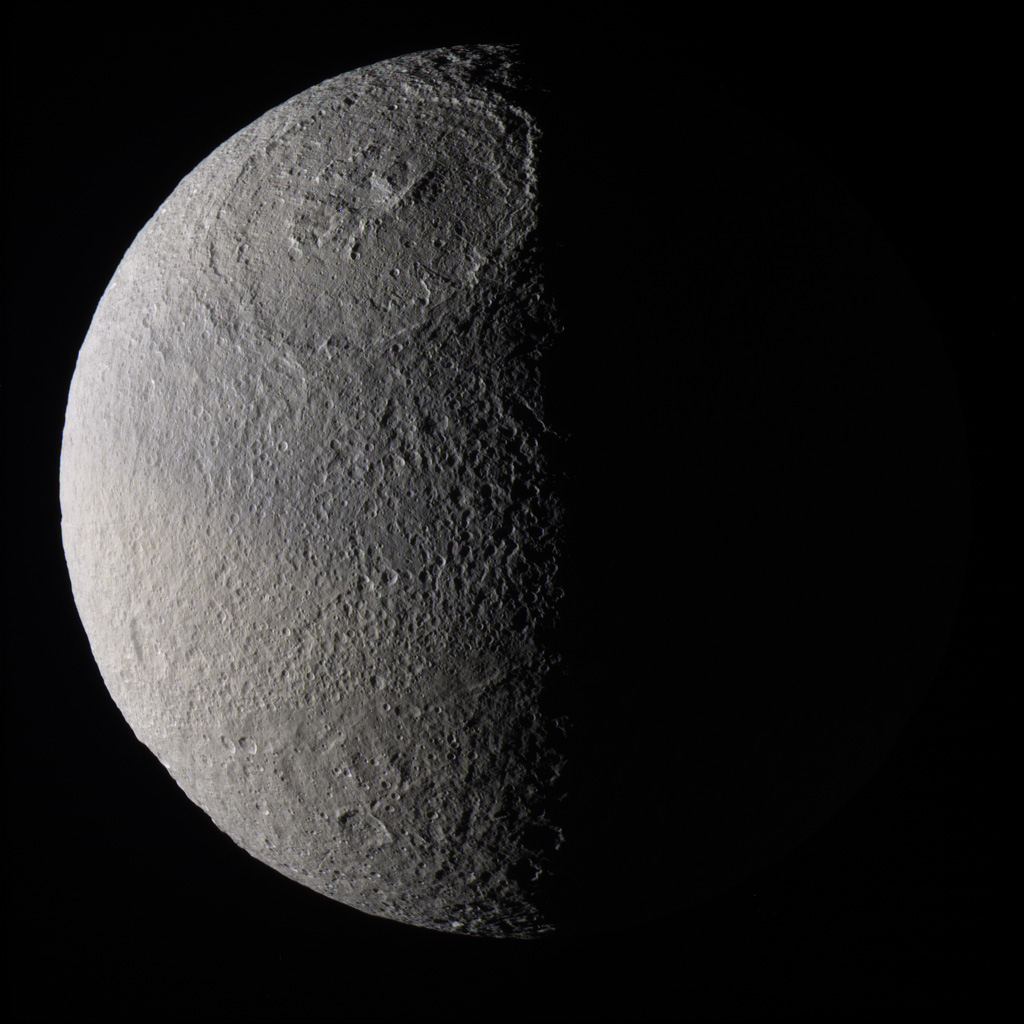
Imagen de Tetis mostrando el cráter Odiseo.

El hemisferio occidental contiene un gigantesco cráter denominado Odiseo. Tiene un diámetro de 400 km, lo cual es aproximadamente dos quintos del diámetro de Tetis. Este cráter se conforma a la superficie esférica de Tetis, sin los picos centrales prominentes o las cadenas montañosas comunes en los cráteres de la Luna y Mercurio. Eso se debe a la relajación viscosa de la débil superficie helada de Tetis a través de los tiempos geológicos. Se estima que el objeto que produjo Odiseo fue un cometa de unos veinticinco kilómetros de diámetro.

## Satélites troyanos
Los satélites troyanos Telesto y Calipso orbitan Saturno a la misma distancia de Tetis, pero lo hacen 60° delante y 60° detrás; o sea, se encuentran en los puntos lagrangianos L4 y L5 de Tetis respectivamente.